# Parapelerinus
Parapelerinus är ett släkte av insekter. Parapelerinus ingår i familjen vårtbitare.
Kladogram enligt Catalogue of Life:
| Parapelerinus | \| \| Parapelerinus emarginatus \| \| \| \| \| \| Parapelerinus ensatus \| \| \| \| |
|               | \| \| Parapelerinus emarginatus \| \| \| \| \| \| Parapelerinus ensatus \| \| \| \| |
|               | Parapelerinus emarginatus                                                           |
|               |                                                                                     |
|               | Parapelerinus ensatus                                                               |
|               |                                                                                     |